# Emilio Portes Gil

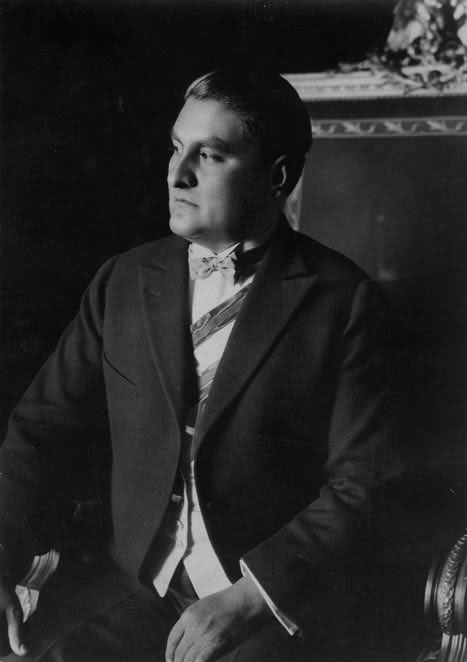
Emilio Portes Gil

Emilio Portes Gil (* 3. Oktober 1891 in Ciudad Victoria, Tamaulipas; † 10. Dezember 1978 in Mexiko-Stadt) war vom 1. Dezember 1928 bis 5. Februar 1930 Präsident von Mexiko.

## Leben

### Politische Karriere bis 1928
Emilio Portes Gil studierte an der Escuela Libre de Derecho in Mexiko-Stadt die Rechte und übte danach den Beruf eines Rechtsanwalts aus. Er schloss sich 1910 den Anhängern Francisco Maderos an und zählte 1914 zu den Parteigängern Venustiano Carranzas.
Portes Gil wirkte seit 1915 als juristischer Berater des Kriegsministeriums, später beriet er die Justiz des Bundesstaates Sonora und 1917 wurde er in den Kongress gewählt. Seit 1918 leitete er das Innenministerium des Bundesstaates Tamaulipas und im Frühjahr 1920 unterstützte er die Rebellion von Álvaro Obregón und Adolfo de la Huerta, die zum Sturz des Präsidenten Carranza führte. In den Jahren 1921 und 1923 erfolgte erneut seine Wahl in den Kongress. 
Portes Gil amtierte seit 1925 als Gouverneur von Tamaulipas. Am 28. August 1928 wurde er zum Innenminister von Mexiko und im September 1928 zum Nachfolger des amtierenden Präsidenten Plutarco Elías Calles ernannt. Er war der Kompromisskandidat der Parteigänger des am 17. Juli 1928 ermordeten designierten Präsidenten Álvaro Obregón und der Anhänger von Plutarco Elías Calles.

### Präsidentschaft 1928 bis 1930
Seit dem 1. Dezember 1928 amtierte Portes Gil als Präsident von Mexiko. Er blieb unter dem Einfluss seines Vorgängers Calles, der als Jefe Maximo de la Revolucion die nationale Politik weiter bestimmte. Calles und Portes Gil initiierten am 3. März 1929 die Gründung der Partido Nacional Revolucionario (PNR) zur Disziplinierung der Revolutionäre, die in mehr als tausend Splittergruppen organisiert waren. Der Präsident ordnete an, den Regierungsangestellten einen Teil ihres Gehalts zur Finanzierung der PNR abzuziehen, und Calles, der als erster Vorsitzender der PNR jede Machtkonkurrenz ausschaltete, konnte seine Herrschaft, das sogenannte Maximato, festigen.
Wenige Tage nach der Gründung der PNR, noch im März 1929, erhob sich die Armee unter General José Gonzalo Escobar gegen die Regierung. Portes Gil gelang es mit Hilfe von Bauernmilizen die Rebellen zu schlagen. Außerdem konnte er den seit 1926 andauernden katholisch-bäuerlichen Cristeros-Aufstand beenden. Portes Gil setzte sich, gegen den Willen von Calles, für die Fortsetzung der Agrarreform ein. So erhielten während seiner Amtszeit 692 Dörfer Land zugewiesen. Während der Präsidentschaft von Portes Gil normalisierte sich das Verhältnis Mexikos zu den ausländischen Konzernen. Des Weiteren ebbten die Konflikte des mexikanischen Staates mit der katholischen Kirche ab. Bleibende Verdienste erwarb sich Portes Gil mit der Erteilung der Autonomie an die Nationale Universität Mexikos (Universidad Nacional Autónoma de Mexico – UNAM).

### Politische Karriere ab 1930
Am 5. Februar 1930 begann die Amtszeit des neugewählten Präsidenten Pascual Ortiz Rubio. Portes Gil übernahm für die folgenden achtzehn Monate das Amt des Innenministers und für wenige Monate den Parteivorsitz der PNR. Er widersetzte sich der konservativen Agrarpolitik von Ortiz Rubio und Calles und trat deswegen von seinen Ämtern zurück. 
1932 reiste Emilio Portes Gil nach Europa und vertrat dort sein Land erstmals beim Völkerbund. Er wirkte danach als Generalstaatsanwalt der Republik, führte von 1934 bis 1935 das Außenministerium und unterstützte im Juni 1935 den Präsidenten Lázaro Cárdenas del Río, dessen Agrarpolitik Portes Gil befürwortete, bei der Entmachtung von Calles. Im Dezember 1935 übernahm Portes Gil für wenige Monate erneut den Parteivorsitz der PNR. Er engagierte sich danach für die Bildung des Volkes und diente seinem Land als Botschafter z. B. 1951 in Indien.
Am 10. Dezember 1978 verstarb Emilio Portes Gil hochgeachtet in Mexiko-Stadt.